# Milo Rau

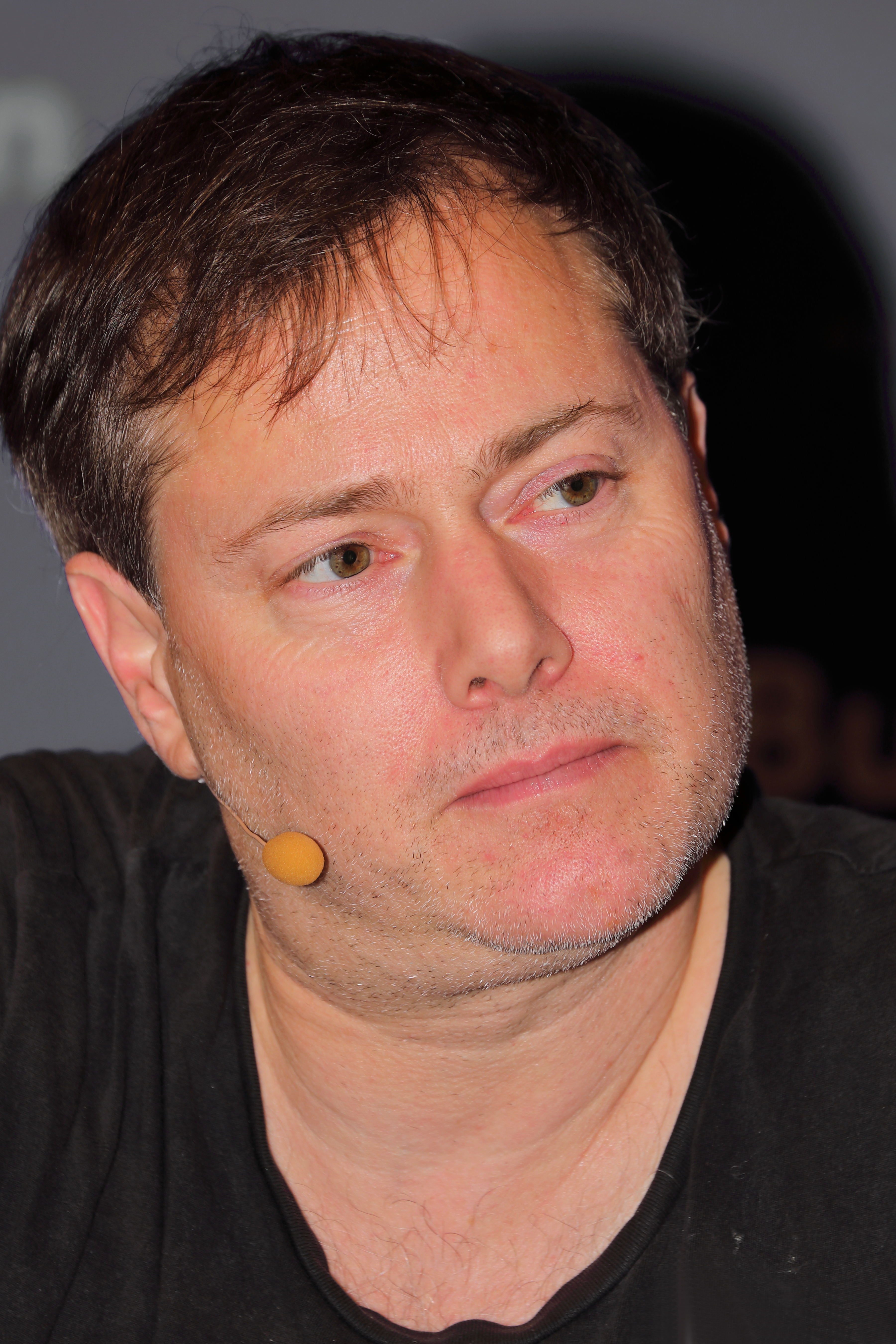
Milo Rau

Milo Rau (25 januari 1977) is een Zwitserse regisseur, journalist, essayist en docent. Hij maakte meer dan 50 theatervoorstellingen, films, luisterspelen, essays, lezingen en tentoonstellingen waarvoor hij internationaal in de prijzen viel. Onder andere de Swiss Theatre Prize (2014), de Konstanzer Konzilprijs voor de Europese Unie (2015) en The International Theatre Institute Award (2016) staan op zijn naam. In april 2017 is Rau aangesteld als artistiek leider van NTGent, een functie die hij vanaf het seizoen 2018-2019 zal uitoefenen.

## Leven
Rau werd geboren in Bern, Zwitserland. Hij studeerde sociologie, Germaanse en Romaanse taal-en letterkunde in Parijs, Zürich en Berlijn. In 1997 begon hij met het maken van reisreportages. Vanaf 2000 was hij cultureel correspondent bij de Neue Zürcher Zeitung. Zijn carrière als regisseur en schrijver in binnen-en buitenland startte in 2003 .
Rau richtte in 2007 het theater-en filmproductiebedrijf International Institute of Political Murder (IIPM) op. Het bedrijf stelt met zijn theatervoorstellingen en films de politiek en geweld in onze samenleving aan de kaak. Met zijn producties werd Milo Rau uitgenodigd op enkele grote festivals, zoals het Berliner Theatertreffen, het Festival van Avignon, de Wiener Festwochen, de Biennale Teatro di Venezia en het Kunstenfestivaldesarts in Brussel.
Naast het produceren van theater en film doceert Milo Rau regie, cultuurtheorie en sociale sculptuur aan enkele universiteiten en hogescholen.

## Werken (selectie)
- 2024: Medea's kinderen
- 2023: La clemenza di Tito[1]
- 2018: Lam Gods, Gent[2]
- 2018: La Reprise - Histoire(s) du théâtre (I)[3]
- 2017: The 120 Days of Sodom, Zürich
- 2016: Empire, Berlijn
- 2016: Five Easy Pieces, Gent (speciale prijs van de jury van de Belgische 'Prix de la Critique Théâtre et Danse' (2016);[4][5]; 3sat-prijs, 2017[6][7][8]; door het Duitse theatermagazine Theater heute uitverkozen tot "Inszenierung des Jahres";[9] de Grand Prix - Golden Laurel Wreath for Best Performance; de Golden Laurel Wreath for Best Director; de Audience Award for Best Performance en de MESS Critics Award, 2017;[10] de Premio Ubu 2017 voor de beste buitenlandse voorstelling in Italië, 2017[11])
- 2016: Compassion: The History of a Machine Gun, Berlijn
- 2015: The Dark Ages, München
- 2015: The Congo Tribunal,[12] Berlijn/Bukavu
- 2014: The Civil Wars, Brussel/Zürich (grote juryprijs van de Duitse theatrtriënnale Festival Politik im Freien Theater, door de Zwitserse openbare omroep geselecteerd als een van de vijf beste stukken van 2014, verkozen tot een van de beste voorstellingen in Nederland en Vlaanderen in 2014-2015)
- 2013/14: The Berlin Dialogues, Berlijn
- 2013: The revelation of the real, Berlijn
- 2013: The Zurich Trials, Zürich
- 2013: The Moscow Trials, Moskou (speciale prijs van het Duitse Filmfestival)
- 2012: Breiviks Statement, Weimar/Berlijn
- 2011/12: Hate Radio, Bregenz/Kigali/Berlijn (Hörspielpreis der Kriegspiel)
- 2010/11: City of Change, Sankt Gallen
- 2010: Land of Hope, Berlijn
- 2009/10: The last days of the Ceausescus, Boekarest/Berlijn